# Chronologie de l'Égypte
Chronologie de l'Égypte des origines à nos jours.

## Égypte antiqueet byzantine
Voir également Pharaons par ordre chronologique où les dates de règne des pharaons proviennent de nombreuses sources et sont donc, comme celles ci-dessous, sujettes à discussion.
Le découpage de l'histoire de l'Égypte en grandes périodes et en trente et une dynasties est hérité du prêtre-historien Manéthon qui vivait dans l'Égypte du IIIe siècle avant notre ère, alors sous domination macédonienne. Les anciens Égyptiens ne faisaient pas cette distinction : pour eux la monarchie était continuelle.
- Jusqu'au XXXIe siècle avant notre ère : peuplement le long du Nil et Période Prédynastique. Progressivement se constituent deux royaumes rivaux : le Nord (Basse-Égypte) et le Sud (Haute-Égypte).

- De ~3100 à 2650 avant notre ère : Période thinite. Les rois du Sud envahissent le delta du Nil et unifient le pays. Ils fondent la Ire dynastie et s'établissent à Thinis, près d'Abydos.

- De 2650 à 2150 avant notre ère : l'Ancien Empire, « âge d'or » de l'Égypte. Période très longue (~ 500 ans !) où sont posées les bases de la civilisation égyptienne : arts, philosophie, religion, institutions politiques… C'est l'époque où l'on met en œuvre des chantiers gigantesques pour bâtir les premières pyramides.

- De 2150 à 2060 avant notre ère : Première Période intermédiaire ; contestation de l'autorité royale et soulèvement des gouverneurs de province (nomarques). La crise politique aboutit à une guerre civile entre le Nord et le Sud. Montouhotep II finit par imposer la dynastie thébaine du Sud.

- De 2060 à 1785 avant notre ère : durant le Moyen Empire le pays retrouve une certaine sérénité propice à de nouveaux engagements militaires et à la floraison d'un art sobre et élégant. Règne des Senouseret (Sésostris) dont s'inspirera le célèbre Conte de Sinouhé.

- De 1785 à 1580 avant notre ère : Deuxième Période intermédiaire ; peu à peu, un peuple d'envahisseurs venus de l'Est s'installe dans le delta du Nil pour finalement fonder son propre État. Bénéficiant d'une certaine avance technologique (ils introduisent les chevaux et le char de guerre), les Hyksôs occupent le Nord, fondent leur propre dynastie et soumettent les provinces du Sud.

- De 1580 à 1085 avant notre ère : Nouvel Empire. Les efforts conjugués de trois rois thébains (Séqénenrê Taâ, Kamosé et Ahmôsis Ier sont nécessaires pour chasser les Hyksôs hors d'Égypte. Le renouveau qui s'ensuit donne lieu à l'apogée de la puissance égyptienne. Son influence s'étend et sa culture rayonne jusqu'aux frontières de la Mésopotamie. Les arts deviennent extrêmement raffinés, les temples de Karnak et Louxor sont agrandis ; naissent ainsi les somptueuses tombes de la vallée des Rois, les temples d'Abou Simbel… XVIIIe et XIXe dynasties : les Amenhotep (Aménophis), Thotmès (Thoutmôsis), Ramsès (de I à IX), ainsi qu'Hatchepsout, Akhenaton et Toutânkhamon…

- De 1080 à 332 avant notre ère : Troisième Période intermédiaire et Basse Époque. L'Égypte des pharaons amorce son déclin. Affaibli par des menaces extérieures, le pouvoir est accaparé par quelques princes et prêtres qui se proclament rois. Des Libyens puis des Éthiopiens réussissent temporairement à restaurer un semblant d'ordre qui ne dure pas. Des guerres intestines constantes font plonger le pays dans une semi-anarchie. Dynasties libyennes, koushites, de Saïs… Les Assyriens pillent Thèbes et ses grands temples. L'art, sous influence étrangère, se fait grossier et dégénère. L'Égypte devient une satrapie de l'empire achéménide après la conquête de celle-ci par Cambyse II, qui en devient pharaon. Après une révolte difficile, Nectanébo II est le dernier pharaon égyptien.

- De 332 à 30 avant notre ère : la Période Hellénistique (ou ptolémaïque) commence avec la libération du pays par Alexandre le Grand. Celui-ci refoule les Perses, fonde une nouvelle capitale - Alexandrie - en -331 et lance une série de chantiers. À sa mort, le général Ptolémée avec lequel il était très lié prend possession de l'Égypte et crée la dynastie des Lagides. Les Macédoniens comprennent qu'ils gouvernent un peuple aux traditions millénaires et en tirent parti : ils favorisent le culte d'Isis et de Sarapis dont la renommée atteindra Rome. En -48, pour s'attirer les bonnes grâces de César dont la gloire ne cesse de croître, le roi Ptolémée XIII fait assassiner son rival, le consul Pompée. Ce meurtre déshonorant produit l'effet inverse : César occupe la capitale et devient l'amant de la sœur-épouse du roi, Cléopâtre VII Philopator, qu'il installe sur le trône. À la mort du dictateur, la reine d'Égypte prend le parti de Marc-Antoine contre Octave pour le pouvoir à Rome. Elle est finalement vaincue à Actium en -30 et rentre à Alexandrie où elle se donne la mort le 15 août.

- De 30 avant notre ère à 395 : la période romaine s'étend jusqu'à la division de l'Empire romain en 395. En 30 avant notre ère, Octave, neveu de César, est proclamé Empereur à Rome sous le nom d'Auguste. Il fait disparaître le fils de Cléopâtre, Ptolémée XV Césarion, dernier héritier légitime du trône. Désormais l'Égypte ne sera plus qu'une province du nouvel Empire romain. Le christianisme se développe au cours du Ier siècle, en Égypte comme dans l'ensemble du bassin méditerranéen.

- De 395 à 642 : la période byzantine va de 395 à la prise d'Alexandrie par les Arabes en 642.

## 642-1798
Après une période chrétienne, le pays passe à partir du VIIe siècle sous la domination des califes arabes avant que ceux-ci ne soient renversés par les Turcs (les mamelouks).
- 969
  - 6 juillet : Les Fatimides s'installent en Égypte et établissent leur capitale au Caire. Le tracé de la ville est fait au nord des faubourgs de l'ancienne capitale musulmane du pays, Fûstat. La nouvelle cité prend le nom d'al-Qahira, qui signifie « la conquérante » ou encore « celle qui nargue ou défait ». La ville était une place forte qui nargue et défait l'ennemi. Une légende raconte aussi que le nom viendrait de Mars en arabe (el Marikh) qui était à son zénith lors de la fondation de la ville en 969. La construction de la mosquée al-Azhar commencera un an plus tard.
- 1170
  - Saladin prend le pouvoir en Égypte.

- 1174
  - 25 novembre : Le sultan kurde Saladin (Salah al-Din en arabe), entre dans Damas et s'empare de la Syrie. Il rattache les deux pays arabes et devient dès lors sultan de Syrie. Saladin poursuivra sa conquête du Moyen-Orient jusqu'au Kurdistan et la conquête de Jérusalem.

- 1250
  - 8 février : Sur la route de la VIIe croisade, le roi de France Louis IX (dit « saint Louis ») est fait prisonnier à l'issue de la bataille de Mansûrah en Égypte. Après avoir payé une rançon au sultan Turanshâh de 400 000 livres, il sera délivré le 6 mai.
- 1250
  - Al-Malik al-Achraf Muzaffar ad-Din Musa est le dernier sultan ayyoubide d’Égypte, de 1250 à 1254. C’est cependant un titre purement nominal destiné à conforter une fiction légitimiste, le pouvoir effectif étant assuré par la sultane Chajar ad-Durr et son mari ‘Izz al-Din Aybak, sultan mamelouk.
- 1250-1382
  - Première période de domination mamelouke, appelée « baharite », régnant depuis l'île (البحر, al-baḥr) de Roda sur le Nil ; les historiens parlent de périodes « turque ».
- et 1382-1517. 
  - seconde période de domination mamelouke, appelée « burjite », cette dynastie régnant depuis la citadelle du Caire (البرج, al-burj, la tour). Les historiens parlent de période « circassienne » pour souligner le changement d'origine ethnique de la majorité des mamelouks.
- 1517-1798
  - Période ottomane et mamelouke.  Sélim Ier s’empare du Caire en 1517 en vainquant le sultan Tûmân Bey. Les Ottomans maintiennent des chefs mamelouks à des positions clés en leur donnant le titre de beys, les mamelouks restent la classe dirigeante du pays tout en versant un tribut à Constantinople.

## 1798-1801
Expédition de Bonaparte et déroute française. L'Égypte trouve les fondements d'un État moderne en s'ouvrant à l'Occident.
- 1798
  - 21 juillet : Le général Napoléon Bonaparte, qui conduit la campagne d'Égypte, bat les cavaliers mamelouks non loin des pyramides de Gizeh. Les troupes de Mourad Bey surprises par les tirs d'infanterie se retirent rapidement et l'affrontement ne dure pas plus de deux heures. Victorieux, Bonaparte va régner sur l'Égypte tel un vizir jusqu'à l'intervention de la flotte britannique en 1801 qui le chassera définitivement de la région.
  - 1er août : En rade d'Aboukir, la flotte française commandée par l'amiral Brueys d'Aigaïlliers est battue par la flotte britannique sous les ordres de l'amiral Nelson. Seuls quatre vaisseaux sur une vingtaine réussissent à s'échapper. La flotte française venait de débarquer à Alexandrie en Égypte le corps expéditionnaire du général Napoléon Bonaparte qui voulait saper l'autorité des Britanniques en Méditerranée orientale et contrôler la route des Indes. Napoléon Bonaparte est alors bloqué en Égypte et rentrera secrètement un an plus tard. Nelson, n'ayant pas d'autres ordres que de neutraliser cette flotte, était rentré en Grande-Bretagne avec ses prises de guerre sitôt sa mission accomplie.

- 1799
  - 8 octobre : Quatre frégates (la Muiron, la Carrère, l'Alerte et l'Indépendant) mouillent devant Fréjus : à leur bord, le général Bonaparte de retour d'Égypte avec les généraux Duroc, Lannes, Marmont, Murat et Berthier. Les quatre bateaux avaient quitté Alexandrie le 22 août et fait un long détour pour éviter les navires britanniques. Les difficultés que rencontre le Directoire et l'enlisement des armées françaises en Égypte ont poussé l'ambitieux général à précipiter son retour en France. Il laisse le commandement des opérations en Égypte au général Kléber, qui sera assassiné au Caire moins d'un an après.

- 1801
  - 31 août : Fin de l'expédition d'Égypte. Le général Ménou, chef des troupes françaises d'Égypte, signe un accord d'évacuation avec les Britanniques à Alexandrie. Le 9 octobre[1], le traité de Paris entre la France et l'Empire ottoman rend l'Égypte à ce dernier. Si la campagne d'Égypte se solde par un échec sur le plan militaire, elle permettra à l'égyptologie de se développer.

## 1805-1876
Les différents Pachas qui se succèdent modernisent le pays, détruisent la puissance des Mamelouks et entreprennent des conquêtes. Peu à peu l'influence française diminue au profit de celle des Britanniques.
- 1805
  - Le sultan Selim III nomme Méhémet Ali pacha d’Égypte. Celui-ci commence par briser la puissance des seigneurs féodaux locaux, les Mamelouks : ayant invité leurs chefs à un banquet dans la citadelle du Caire, il les fait tous massacrer : privées de leurs chefs, leurs troupes se soumirent facilement.
  - Méhémet Ali lance une série de réformes militaires et politiques en vue de moderniser le pays, se rendant de facto indépendant de l'empire ottoman. Il attaquera même celui-ci, peut-être pour devenir sultan à son tour. De fait les armées égyptiennes, sous la conduite de son fils Ibrahim, iront de victoire en victoire face à l'armée turque. Ce n'est qu'une intervention diplomatique des puissances européennes (et la menace d'un intervention militaire), qui mettront fin à l'offensive égyptienne.
  - frustré de sa victoire au nord, Méhémet Ali se tourne alors vers le sud et entreprend la conquête du Soudan, qui devient une colonie égyptienne.

- 1828
  - 31 juillet : L'égyptologue français Jean-François Champollion, 38 ans, qui n'a jamais foulé la terre des pharaons, réalise son rêve en partant à la tête d'une expédition scientifique en Égypte. Pendant deux années, il ne cessera de lire et de traduire les textes anciens. À son retour, il publiera Monuments d'Égypte et de Nubie qui deviendra un ouvrage de référence pour les égyptologues. Champollion a acquis sa renommée mondiale en 1822 en déchiffrant les hiéroglyphes figurant sur la pierre de Rosette découverte 23 ans plus tôt.

- 1869
  - 17 novembre : Le canal de Suez, réalisé par la compagnie du français Ferdinand de Lesseps, est inauguré en présence de l'impératrice Eugénie, épouse de Napoléon III, et de l'empereur d'Autriche François-Joseph. Il mesure 162 kilomètres de long, 54 mètres de large et huit mètres de profondeur. Il relie la mer Rouge à la mer Méditerranée et permet à Londres de rallier Bombay sans contourner le continent africain. Toutefois, cinq ans plus tard, les Britanniques sont les principaux actionnaires de l'ouvrage. Ainsi, les Britanniques prennent le contrôle du canal et le conserveront jusqu'à la nationalisation imposée par Nasser en 1956.

## 1879-1952
Tutelle britannique, suivie d'un protectorat à partir de 1914. Fin du protectorat sur l'Égypte en 1922, qui devient un royaume avec une autonomie relative. En 1936, le pays accède à une indépendance quasi complète.
- 1882
  - juillet-septembre : guerre anglo-égyptienne, victoire du Royaume-Uni, qui occupe désormais l'Égypte, dont l'indépendance n'est plus que théorique.

- 1912
  - 7 décembre : À Amarna en Égypte, l'archéologue allemand Ludwig Borchardt découvre un buste polychrome en grès de la reine égyptienne Néfertiti. Il sera conservé au musée Dahlem de Berlin (et exposée à l'heure actuelle au Neues Museum de Berlin). Néfertiti, épouse du pharaon Amenhotep IV Akhenaton règne au XIVe siècle avant notre ère ; son nom signifie « la belle est venue » en égyptien.

- 1922

- - 28 février : sous la pression du mouvement indépendantiste égyptien, notamment du parti Wafd ("la délégation", parti de l'avocat Saad Zaghloul)[2], le gouvernement britannique proclame la fin du protectorat qu'il avait instauré officiellement en 1914 sur l'Égypte. L'autonomie du royaume d'Égypte reste toute relative, car certains domaines demeurent réservés à la couronne britannique tels que la sécurité sur le canal de Suez, la défense et la protection des intérêts étrangers. Après l'abolition du protectorat, le sultan Fouad Ier se proclame roi d'Égypte.
  - 4 novembre : découverte du tombeau de Toutânkhamon. L'archéologue britannique Howard Carter et son équipe réussissent à dégager un escalier de pierre descendant jusqu'à la tombe du souverain égyptien. Carter attendra plusieurs jours avant de parvenir au tombeau. La plus petite des sépultures de toute la vallée des rois, la tombe de Toutânkhamon est restée célèbre car tous les trésors qu'elle renfermait ont été entièrement préservés.

- 1936
  - 26 août : par le traité de Londres, le Royaume-Uni accorde au royaume d'Égypte son indépendance, mais garde le monopole de la protection du canal de Suez pour vingt ans.

- 1942
  - 23 octobre : les Britanniques, emmenés par le général Bernard Montgomery, lancent une vaste contre-offensive contre les Allemands présents depuis le 30 juin à l'ouest d'Alexandrie. Le maréchal Rommel est obligé de reculer face à la percée de la VIIIe armée britannique. Cette bataille d'El-Alamein marque un coup d'arrêt à la progression de l'Afrikakorps en Afrique du Nord. À partir du mois de novembre les troupes allemandes et italiennes se retirent d'Égypte et de Libye.

- 1943
  - 13 mai : la défaite soudaine et complète de l'Afrikakorps achève la libération de l'Afrique du Nord. Entre 1941 et 1943, l'Afrikakorps, corps expéditionnaire allemand placé sous le commandement du maréchal Rommel, a affronté les forces alliées en Libye, en Égypte et en Tunisie. Après cette victoire, les Alliés commencent à envisager un débarquement en Italie.

- 1945
  - 22 mars : l'Égypte, l'Arabie saoudite, le Liban, la Syrie, l'Irak, le Yémen et l'actuelle Jordanie créent au Caire une organisation commune : la Ligue arabe. L'association veut affirmer l'union de la Nation arabe et l'indépendance de chacun de ses membres. Au fur et à mesure de leur accession à l'indépendance, les autres États du monde arabe vont adhérer à cette organisation qui compte aujourd'hui vingt-deux pays. La Ligue arabe s'opposera ouvertement à la création de l'État d'Israël et accueillera l'OLP (Organisation de libération de la Palestine) en 1964.

- 1948
  - 27 mars : le roi égyptien Farouk pose la première pierre du haut barrage d'Assouan. L'aide financière et technique apportée par les Soviétiques sera considérable dans la réalisation de ce projet. Le futur barrage, long de 3 600 m et haut de 111 m, dévie le Nil de son lit par un canal de 1,6 km. Mais la retenue d'eau provoque le déplacement de trésors de l'Égypte ancienne tels les temples de Nubie à Abou Simbel. Le grand barrage d'Assouan sera inauguré le 15 janvier 1971.

- 1948-1949 : guerre perdue contre Israël par le roi Farouk au pouvoir depuis 1936.

## République moderne

### Années 1950
- 1952
  - 23 juillet : dans la nuit, l'organisation clandestine les officiers libres s'empare du pouvoir et renverse le roi Farouk Ier. La République est proclamée et le général Mohammed Naguib est porté à la tête du pouvoir. L'Égypte vit une crise importante depuis la fin de la première guerre israélo-arabe (1948-1949) : le roi est tenu pour responsable de la défaite face à Israël et sa soumission aux Britanniques, installés sur le canal de Suez, choque les différents courants politiques du pays. Le mouvement progressiste qui l'évince est fondé par le jeune colonel Gamal Abdel Nasser qui deviendra bientôt Premier ministre adjoint. Le roi Farouk abdiquera le 26 et s'exilera à Monaco.

- 1953
  - 18 juin : à la suite du coup d'État de l'organisation clandestine des « officiers libres » qui a renversé le roi Farouk un an plus tôt, la République est proclamée en Égypte. Le général Mohammed Naguib cumule les fonctions de président et de Premier ministre. Mais en désaccord avec son vice-Premier ministre, le lieutenant-colonel Gamal Abdel Nasser, il est démis.

- 1954
  - novembre : Nasser reçoit alors les pleins pouvoirs. Il met fin à la présence britannique en Égypte (qui a commencé en 1882) par le traité d'évacuation de la zone du canal de Suez.

- 1956
  - 23 juin : Au terme d'un référendum où 99,84 % des votants se sont portés sur son nom, Gamal Abdel Nasser est élu président de la République. Depuis l'éviction de Mohammed Naguib en 1954, Nasser est devenu le chef de la révolution égyptienne et a su s'imposer comme l'un des chefs de file du tiers-monde à la conférence de Bandung en 1955. Le Raïs (président) sera à la tête de l'Égypte jusqu'à sa mort en 1970.
  - 26 juillet : En visite à Alexandrie pour célébrer le cinquième anniversaire de la révolution, le président égyptien Gamal Abdel Nasser, annonce son intention de nationaliser le canal de Suez et de geler tous les avoirs de la Compagnie universelle du canal de Suez. Sa décision survient après le refus du Royaume-Uni et des États-Unis de participer au financement de la construction du barrage d'Assouan. La réaction du Raïs provoque une crise internationale car la France et le Royaume-Uni perçoivent des droits de péage sur cette voie maritime qui relie la Méditerranée à la mer Rouge.
  - 29 octobre : La riposte viendra d'abord d'Israël qui attaque l'Égypte et envahit le Sinaï, puis de la France et du Royaume-Uni qui enverront des troupes.
  - 31 octobre : Intervention franco-britannique contre l'Égypte. Les Britanniques et les Français, mécontents de la décision du chef d'État égyptien, Nasser, occupent la zone du canal du Suez. Le Royaume-Uni et la France attaquent donc l'Égypte pour assurer le libre passage à travers le canal de Suez. Le conflit prend fin le 7 novembre sous la pression des États-Unis et de l'URSS et l'ONU obtient le retrait des troupes occidentales des rives du canal. Nasser sort localement grandi de cette crise politique.

- 1958-1961 : pour un temps, l'Égypte forme avec la Syrie puis le Yémen la République arabe unie. Le pays se tourne vers l'URSS.

### Années 1960
- 1960
  - 8 mars : L'UNESCO lance un appel à la sauvegarde des monuments de la Nubie que Nasser a prévu d'inonder une vaste zone par un lac artificiel de 5 000 km2. La zone destinée à être engloutie comprend les temples d’Abou Simbel et de Philæ, mais aussi d’innombrables autres monuments et témoignages historiques et artistiques datant de la préhistoire jusqu’à l’époque médiévale : gravures, inscriptions rupestres, une dizaine de temples et de chapelles rupestres, une dizaine de temples construits.
- 1964-1968
  - Nombreuses fouilles, cartographies, mesures, enregistrements, et chantiers de recherche internationaux (France, Italie, Allemagne, États-Unis, Espagne, Soudan et à la fin, URSS) sont déployés à travers la Nubie.
  - Démontage puis remontage des temples d'Abou-Simbel,

- 1967
  - mai : retrait des troupes de l'ONU, l'Égypte remilitarise le Sinaï et ferme le détroit de Tiran, passage-clef du transport maritime israélien.
  - 5 juin : devant l'imminence d'une attaque arabe préparée et les bombardements syriens réguliers depuis le plateau du Golan depuis début 1967, Israël déclenche la troisième guerre israélo-arabe (« guerre des Six Jours ») en lançant une offensive préventive éclair contre l'Égypte et occupe le Sinaï, offensive menée par le général Moshe Dayan. Israël appelle la Jordanie à rester neutre. La Jordanie refuse et attaque Israël avec l'artillerie lourde sur Jérusalem-ouest et la région de Tel Aviv.
  - 8 juin : Israël vainc l'armée jordanienne et conquiert la Judée et la Samarie. Les Syriens continuent de bombarder les habitations, les vergers et les silos agricoles israéliens depuis le plateau du Golan ; en réponse le 9 juin, Israël attaque les Syriens sur le Golan. Les aviations égyptienne, jordanienne et syrienne sont détruites en une journée. Fermeture (jusqu'en 1975) du canal de Suez endommagé par la guerre.

- 1969
  - 4 février : Le Conseil national palestinien réuni au Caire élit Yasser Arafat président du Comité exécutif de l'Organisation de libération de la Palestine (OLP). Arafat avait fondé au Koweït en 1959 le Fatah, un mouvement nationaliste palestinien qui coordonne l'action contre Israël. Mais la branche le plus à gauche du mouvement palestinien, le Front populaire de libération de la Palestine (FPLP) refuse de voir en Arafat un leader, ce qui provoquera une scission du groupe à partir de 1983. En 1988, le Conseil national proclamera l'existence d'un État palestinien et nommera en 1989 Yasser Arafat chef de cet État.

### Années 1970
- 1970
  - 29 septembre : Le président égyptien Gamal Abdel Nasser décède d'une crise cardiaque au Caire, après avoir obtenu in extremis la fin des combats entre les Palestiniens et les troupes du roi Hussein de Jordanie pendant ce « septembre noir ». Épuisé par son rôle de médiateur, le Raïs (le chef) s'éteint à 52 ans. Nasser avait déjà été alerté par un accident cardiaque quelques mois auparavant. Il avait alors déclaré : « Les gens qui vivent comme je vis ne font pas de vieux os ».
  - 5 octobre : Le vice-président Anouar el-Sadate est désigné candidat unique à la présidence de la République par l'Union socialiste arabe, après le décès brutal du président Nasser. Son investiture est approuvée par référendum à 90 % de « oui ». Sadate, ami très proche de Nasser, devient à son tour président de l'Égypte. Il revient en partie sur la politique de son prédécesseur.

- 1971 :
  - Fin de la construction du Haut barrage d'Assouan, le plus grand au monde.
- 1972
  - Sauvetage du temple de Philæ

- 1973
  - 6 octobre : 4e conflit avec Israël (« guerre du Kippour »). Pendant la fête juive du Yom Kippour (en hébreu « jour du pardon »), l'Égypte et la Syrie attaquent Israël par surprise. L'armée israélienne lance une contre-offensive victorieuse du 11 au 15 octobre et une résolution américano-soviétique de cessez-le-feu est adoptée dans l'urgence par l'ONU le 22 octobre. En 1979, Israël et l'Égypte signent un traité de paix qui met fin à plus de trente années de guerre.

- 1977
  - 19 novembre : Dans le but de régler pacifiquement le conflit israélo-arabe au Proche-Orient, le président égyptien Anouar el-Sadate se rend à Jérusalem pour y rencontrer le Premier ministre, Menahem Begin. Sadate met fin à trente ans d'hostilités avec Israël et prononce un discours à la Knesset dans lequel il propose une paix « juste et durable ». Son plan de paix comprend la création d'un état palestinien et le retrait des Israéliens des territoires occupés depuis juin 1967. Cette visite est la première jamais effectuée par un chef d'État arabe en Israël depuis sa création en 1948.

- 1978
  - septembre 1978 : le Président américain Jimmy Carter invite le président Sadate et le Premier ministre israélien Menahem Begin à Camp David pour négocier les accords de paix. Anouar el-Sadate et Menahem Begin reçoivent le prix Nobel de la paix pour leurs efforts en faveur de celle-ci.

- 1979
  - 26 mars : Anouar el-Sadate et Menahem Begin signent les accords de Camp David qui prévoient le retrait israélien du Sinaï et la reconnaissance de l'État d'Israël par l'Égypte. Conformément au traité, Israël se retire du Sinaï en avril 1982.

### Années 1980
- 1981
  - 6 octobre : Alors qu'il assiste dans un stade du Caire à un défilé militaire à l'occasion de la fête nationale, le président égyptien, le « raïs » Anouar el-Sadate, 63 ans, est assassiné par des soldats extrémistes islamistes. Sa mort fait craindre pour le processus de paix avec Israël, mais le général Hosni Moubarak, qui lui succède, continue le processus engagé.
  - juin : incidents de El Zawya El Hamra, au Caïre. 81 coptes sont tués, plus de cent blessés.

- 1982
  - 25 avril : trois ans après le traité de paix israélo-égyptien et quinze ans après son occupation par Israël lors de la guerre de Six Jours, la péninsule montagneuse du Sinaï revient aux Égyptiens. Les soldats ont dû évacuer par la force les colons juifs de la région. Parallèlement, les implantations de colonies dans les autres territoires arabes occupés par Israël depuis 1967 s'intensifient.

- 1989 : retour de l'Égypte dans la Ligue arabe qui avait pris ses distances après les accords avec Israël.

### Années 1990
- 1991 : l'Égypte dans la coalition contre l'Irak lors de la guerre du Golfe.

- 1991-1992 : début des attentats contre les intérêts touristiques du pays.

- 1992 : plusieurs centaines de morts au Caire à la suite d'un tremblement de terre.

- 1997
  - 17 novembre : Attentat intégriste anti-touristes sur le site de Deir el-Bahari, près de Louxor. Des extrémistes de la Gamaa al-Islamiya ouvrent le feu sur des touristes devant le temple d'Hatchepsout, faisant 67 victimes. Les six terroristes seront arrêtés par la police égyptienne. Les conséquences de cette action sur l'économie du pays se révéleront dramatiques puisque le tourisme fait vivre près du tiers des Égyptiens.

- 1999
  - 21 mars : Premier tour du monde en ballon sans escale. Le Suisse Bertrand Piccard et son coéquipier britannique Brian Jones parcourent 46 759 km sans escale dans un temps record : 19 jours, 21 heures et 55 minutes. Parti du Château-d'Œx en Suisse, le Breitling Orbiter 3 a atterri dans le désert égyptien à 500 km du Caire.

### Années 2000
- 2001 : la livre égyptienne est indexée sur le dollar US.

- 2004
  - 11 novembre : Yasser Arafat, chef de l'OLP (né le 24 août 1929 au Caire en Égypte) décède à l'hôpital militaire Percy à Clamart (France).

- 2005 : pourparlers entre les pays arabes et Israël, à la suite de la mort d'Arafat remplacé par le nouveau président de l'Autorité palestinienne Mahmoud Abbas (en conflit politique avec les activistes du Hamas). 
  - Mars : Israël envisage de confier à l'Égypte le contrôle d'une zone tampon à Gaza dans les territoires palestiniens occupés. « Un accord de principe » sur le déploiement d'une force égyptienne de 750 hommes le long des huit kilomètres de la zone tampon, dite du « couloir de Philadelphie », a été conclu à Charm el-Cheikh en Égypte entre le président égyptien Hosni Moubarak et le ministre israélien de la Défense Shaoul Mofaz.
  - Mai : Attentats terroristes contre des touristes occidentaux (Français, Israéliens, Américains…) au Caire. La police égyptienne arrête des activistes.
  - Septembre : Élection présidentielle. Le président Moubarak est réélu avec 88,6 % des suffrages. Le reste a été réparti essentiellement entre ses deux principaux rivaux, Aymane Nour et Noamane Gomaa. Le premier, chef du parti Al-Ghad, s’est ainsi vu accréditer 7,6 % des suffrages, alors que le président du parti prestigieux du néo-Wafd, le plus ancien du pays, n’a obtenu, à la surprise de ses partisans, que 2,9 %.

- 2006
  - 8 février : Découverte par l'équipe d'archéologues de l'université de Memphis (États-Unis) conduite par Otto Schaden d'un tombeau de la XVIIIe dynastie. La précédente découverte remontait à 1922, la tombe inviolée du pharaon Toutânkhamon.

### Années 2010
- 2011
  - 25 janvier : Après la révolution tunisienne, la contagion révolutionnaire gagne l'Égypte.
  - 11 février : Démission du président Hosni Moubarak sous la pression de la rue.
  - 9 Octobre : manifestations coptes d'octobre 2011 en Égypte : vingt-cinq personnes trouvent la mort et environ 329 sont blessées, du fait de la répression des autorités égyptiennes
- 2012
  - 30 juin : Mohamed Morsi, candidat des Frères musulmans, est élu président.
- 2013 
  - 30 juin : Destitution du président islamiste Mohamed Morsi par le maréchal Sissi, suivi du coup d'État du 3 juillet.
  - Des musulmans détruisent en deux jours plus de cent édifices chrétiens dans la vallée du Nil.
  - Du 14 au 16 août 2013 : massacre de la place Rabia-El-Adaouïa Les forces de sécurité égyptiennes attaquent les deux camps de manifestants, l'un sur la place al-Nahda et le plus grand sur la place Rabia-El-Adaouïa après une occupation de six semaines.Human Rights Watch déclarera par la suite que ce massacre « est le plus important de l'histoire moderne de l'Égypte », le considérant comme un possible crime contre l'humanité. Le ministère de la Santé égyptien recense 638 tués (dont 595 civils et 43 policiers) et 3 994 blessés. Selon les Frères musulmans et l'Alliance anti-coup d'État, il y aurait eu 2 600 morts.
- 2014
  - 26 mars, le Maréchal Sissi remet sa démission de ministre de la Défense pour briguer la présidence alors qu'il est déjà considéré comme le dirigeant de fait du pays depuis le coup d'État de l'été 2013
  - 28 Mai : Victoire à 96% à l'élection présidentielle
- 2016 :
  - 11 décembre : un attentat dans l'église Saint-Pierre-et-Saint-Paul, près de la cathédrale Saint-Marc du Caire, fait au moins vingt-cinq morts.
- 2017 :
  - 9 Avril : Attentats du dimanche des Rameaux à Tanta et à Alexandrie en Égypte. Le président Abdel Fattah al-Sissi décrète l'état d'urgence pour trois mois
  - 26 mai : Attentat dans le gouvernorat de Minya : l'attaque fait vingt-huit morts et vingt-cinq blessés.
- 2018 :
  - Réélection du Maréchal Al Sissi
  - 2 novembre, à Minya, un attentat revendiqué par l'État islamique fait sept morts et quatorze blessés.
- 2019
  - Référendum constitutionnel : le mandat présidentiel passe d'une durée de quatre à six ans et le président peut briguer un troisième mandat supplémentaire.

### Années 2020
- 2020
  - 8 mai : Le président Sissi ratifie une série d'amendements à la loi sur l'état d'urgence qui étend ses pouvoirs, une mesure prise en pleine pandémie de Covid-19.
- 2021
  - Parade dorée des Pharaons : vingt-deux momies royales sont transportées du Musée égyptien du Caire, situé place Tahrir, dans leur nouvel emplacement au Musée national de la civilisation égyptienne (NMEC) qui est inauguré à cette occasion en banlieue sud de la ville.